# Hexatoma (Eriocera) obsoleta
Hexatoma (Eriocera) obsoleta is een tweevleugelige uit de familie steltmuggen (Limoniidae). De soort komt voor in het Neotropisch gebied.